# Europäisches Übereinkommen über die Rechtsstellung der Wanderarbeitnehmer
Das Europäische Übereinkommen über die Rechtsstellung der Wanderarbeiter betrifft die Hauptaspekte der Rechtsstellung der Wanderarbeitnehmer, insbesondere ihre Anwerbung, ärztliche Untersuchung und Prüfung der beruflichen Eignung, Reisen, Aufenthaltserlaubnis, Arbeitserlaubnis, Familienzusammenführung, Arbeitsbedingungen, Überweisung von Ersparnissen und Übertragung von Sozialversicherungsansprüchen, Sozialfürsorge und ärztliche Versorgung, Vertragsablauf, Kündigung und Wiederbeschäftigung.
Es wurde ein Beratender Ausschuss eingerichtet (Art. 33), um die Berichte der Vertragsstaaten über die Anwendung des Übereinkommens zu prüfen. Auf dieser Grundlage erstellt der Beratende Ausschuss Berichte für das Ministerkomitee des Europarats.
| Land        | Ratifiziert   |
| ----------- | ------------- |
| Albanien    | 3. Apr. 2007  |
| Frankreich  | 22. Sep. 1983 |
| Italien     | 27. Feb. 1995 |
| Niederlande | 1. Feb. 1983  |
| Norwegen    | 3. Feb. 1989  |
| Portugal    | 15. März 1979 |
| Moldau      | 20. Juni 2006 |
| Schweden    | 5. Juni 1978  |
| Spanien     | 6. Mai 1980   |
| Türkei      | 19. Mai 1981  |
| Ukraine     | 2. Juli 2007  |